# Type 89 (chasseur de char)
Pour les articles homonymes, voir Type 89.
Le Type 89 (en mandarin : 89式120毫米自行反坦克炮, appellation d'usine : PTZ-89 et WA320 dans la nomenclature de l'Armée populaire de libération) est un chasseur de chars chinois. Il est basé sur le châssis chenillé Type 321 reprit également par le canon automoteur Type 83.

## Spécifications techniques

### Armement
Le Type 89 est armé d'un canon à âme lisse d'un calibre de 120 mm. Le canon est recouvert d’un manchon anti-arcure et possède une longueur de 52 calibres, le volume de la chambre est de 16 litres pour une pression maximale admissible en chambre de 400 mégapascal.
Le débattement du canon en site est de +18° à -8°, il ne dispose d'aucun système de stabilisation.
Ce canon tire un obus-flèche à une vitesse initiale de 1 660 m/s, il est capable de perforer, à 2 000 m, une plaque d'acier de 450 mm d'épaisseur.
Un obus explosif et un obus à charge creuse ont également été développés.

### Mobilité
Le Type 89 possède un moteur diesel WR4B-12V150LB à refroidissement liquide d'une puissance de 520 ch. Il possède 12 cylindres disposés en V et est suralimenté par un turbocompresseur. Le compartiment moteur se situe à l'avant-droite du châssis.
Le train de roulement de type Christie à six galets, sans rouleaux porteurs pour supporter le brin supérieur. La suspension comprend un total de douze barres de torsion groupées par paire.

### Protection
Le Type 89 est protégé contre les éclats d'obus d'artillerie et les armes automatiques de moyen calibre. La caisse est réalisée à partir d'un assemblage de tôles d'acier soudées entre-elles, son glacis présente deux angles incidence. La tourelle est également réalisée à partir d'un assemblage de tôles d'acier.
Deux batteries de quatre lance-pots fumigène sont montées de part et d'autre de la tourelle.

## Opérateurs
Chine
 Éthiopie
 Birmanie
 Sri Lanka
 Zimbabwe